# Osobampo
Osobampo es un ejido del municipio de Álamos ubicado en el sureste del estado mexicano de Sonora, cercano a los límites divisorios con los estados de Chihuahua y Sinaloa. El ejido es la séptima localidad más habitada del municipio ya que según los datos del Censo de Población y Vivienda realizado en 2020 por el Instituto Nacional de Estadística y Geografía (INEGI), Osobampo tiene un total de 311 habitantes.
Se encuentra a 29.7 km al noroeste de la villa de Álamos, cabecera del municipio, a 355 km al sureste de Hermosillo, la capital estatal, y a 35.2 km al este de Navojoa, la quinta ciudad más poblada del estado.
Fue fundado en 1687, por Juan Bautista de Echeneque, cuando los colonizadores españoles estaban explorando esta zona entre los ríos Mayo y Fuerte, años antes del descubrimiento de minas de plata en esa región. 
En 1718, se mandó medir el territorio donde se ubicaba, por Miguel Amarillas, quién era propietario de una hacienda aquí que trabaja la plata extraída de las minas, (la mayoría ubicadas en Álamos, La Aduana, Minas Nuevas y Promontorios) En los primeros años de su fundación, llevaba el nombre de Nuestra Señora del Pilar de Osobampo, y era una de las tres haciendas más importantes de la zona del río Mayo, junto con Nuestra Señora de Guadalupe de Tobaca y Nuestra Señora de Aranzazu del Tábelo (hoy llamado San José del Tabelo), haciendas que estaban asentadas cerca de importantes pueblos de indígenas como Camoa, Conicarit y Macoyahui

## Geografía
Osobampo se ubica en el sureste del estado de Sonora, en la región noroeste del territorio del municipio de Álamos, sobre las coordenadas geográficas 27°09'08" de latitud norte y 109°08'10" de longitud oeste del meridiano de Greenwich, a una altura media de 149 metros sobre el nivel del mar,